# Liste der Baudenkmale im Landkreis Harburg
Die Liste der Baudenkmale im Landkreis Harburg enthält die nach dem Niedersächsischen Denkmalschutzgesetz geschützten Baudenkmale im niedersächsischen Landkreis Harburg. 
Der Übersicht und Länge halber ist die Liste nach den Städten und Gemeinden des Landkreises separiert. Diese Einteilung findet sich in der folgenden Tabelle, in der zu jedem Eintrag, soweit möglich, ein exemplarisches Foto eines Baudenkmals aus der jeweiligen Stadt oder Gemeinde zu finden ist.
| Bild | Stadt/Gemeinde            | Karte | Liste                                                    | Ortsteile |
| ---- | ------------------------- | ----- | -------------------------------------------------------- | --- |
|      | Appel                     |       | Liste der Baudenkmale in Appel                           | - Appel - Oldendorf |
|      | Asendorf                  |       | Liste der Baudenkmale in Asendorf (Nordheide)            | - Asendorf - Diershausen |
|      | Bendestorf                |       | Liste der Baudenkmale in Bendestorf                      | |
|      | Brackel                   |       | keine Denkmale ausgewiesen                               | |
|      | Buchholz in der Nordheide |       | Liste der Baudenkmale in Buchholz in der Nordheide       | |
|      | Dohren                    |       | keine Denkmale ausgewiesen                               | |
|      | Drage                     |       | Liste der Baudenkmale in Drage (Elbe)                    | - Drage - Drennhausen - Elbstorf - Fahrenholz - Hunden - Krümse - Schwinde - Stove |
|      | Drestedt                  |       | keine Denkmale ausgewiesen                               | |
|      | Egestorf                  |       | Liste der Baudenkmale in Egestorf                        | |
|      | Eyendorf                  |       | Liste der Baudenkmale in Eyendorf                        | keine Ortsteillisten |
|      | Garlstorf                 |       | Liste der Baudenkmale in Garlstorf                       | keine Ortsteillisten |
|      | Garstedt                  |       | Liste der Baudenkmale in Garstedt                        | keine Ortsteillisten |
|      | Gödenstorf                |       | Liste der Baudenkmale in Gödenstorf                      | - Gödenstorf - Lübberstedt |
|      | Halvesbostel              |       | keine Denkmale ausgewiesen                               | |
|      | Handeloh                  |       | Liste der Baudenkmale in Handeloh                        | |
|      | Hanstedt                  |       | Liste der Baudenkmale in Hanstedt (Nordheide)            | |
|      | Harmstorf                 |       | Liste der Baudenkmale in Harmstorf                       | |
|      | Heidenau                  |       | Liste der Baudenkmale in Heidenau (Nordheide)            | |
|      | Hollenstedt               |       | Liste der Baudenkmale in Hollenstedt                     | |
|      | Jesteburg                 |       | Liste der Baudenkmale in Jesteburg                       | |
|      | Kakenstorf                |       | Liste der Baudenkmale in Kakenstorf                      | - Ashausen - Böterheim - Kakenstorf |
|      | Königsmoor                |       | Liste der Baudenkmale in Königsmoor                      | |
|      | Marschacht                |       | Liste der Baudenkmale in Marschacht                      | - Eichholz - Niedermarschacht - Obermarschacht - Oldershausen - Rönne |
|      | Marxen                    |       | Liste der Baudenkmale in Marxen                          | |
|      | Moisburg                  |       | Liste der Baudenkmale in Moisburg                        | |
|      | Neu Wulmstorf             |       | Liste der Baudenkmale in Neu Wulmstorf                   | - Wulmstorf - Daerstorf - Elstorf - Schwiederstorf - Rade - Ohlenbüttel - Rübke |
|      | Otter                     |       | Liste der Baudenkmale in Otter (Niedersachsen)           | - Otter - Todtshorn |
|      | Regesbostel               |       | Liste der Baudenkmale in Regesbostel                     | |
|      | Rosengarten               |       | Liste der Baudenkmale in Rosengarten (Landkreis Harburg) | - Rosengarten (Landkreis Harburg) - Eckel - Ehestorf - Emsen - Klecken - Leversen - Nenndorf - Tötensen - Vahrenholz |
|      | Salzhausen                |       | Liste der Baudenkmale in Salzhausen                      | - Lobke - Luhmühlen - Oelstorf - Putensen - Salzhausen - Schnede |
|      | Seevetal                  |       | Liste der Baudenkmale in Seevetal                        | - Bullenhausen - Eddelsen - Emmelndorf - Fleestedt - Freschenhausen - Glüsingen - Hittfeld - Horst - Holtorfsloh - Hörsten - Karoxbostel - Lindhorst - Maschen - Meckelfeld - Metzendorf - Over - Ramelsloh - Weide - Woxdorf |
|      | Stelle                    |       | Liste der Baudenkmale in Stelle (Landkreis Harburg)      | - Ashausen - Stelle |
|      | Tespe                     |       | Liste der Baudenkmale in Tespe                           | - Avendorf - Bütlingen - Tespe |
|      | Toppenstedt               |       | Liste der Baudenkmale in Toppenstedt                     | - Tangendorf - Toppenstedt |
|      | Tostedt                   |       | Liste der Baudenkmale in Tostedt                         | |
|      | Undeloh                   |       | Liste der Baudenkmale in Undeloh                         | - Undeloh - Heimbuch - Wehlen - Wesel |
|      | Vierhöfen                 |       | Liste der Baudenkmale in Vierhöfen                       | |
|      | Welle                     |       | Liste der Baudenkmale in Welle                           | - Welle (Niedersachsen) - Hoinkenbostel - Kampen - Welle |
|      | Wenzendorf                |       | Liste der Baudenkmale in Wenzendorf                      | - Wenzendorf - Dierstorf - Wennerstorf |
|      | Winsen (Luhe)             |       | Liste der Baudenkmale in Winsen (Luhe)                   | - Winsen (Luhe) - Bahlburg - Borstel - Haue - Laßrönne - Luhdorf - Hoopte - Winsen (Luhe) - Pattensen - Rottorf - Roydorf - Sangenstadt - Scharmbeck - Stöckte - Tönnhausen                                                   |
|      | Wistedt                   |       | Liste der Baudenkmale in Wistedt                         | |
|      | Wulfsen                   |       | Liste der Baudenkmale in Wulfsen                         | |